# 창녕 부용정
창녕 부용정(昌寧 芙容亭)은 대한민국 경상남도 창녕군 성산면 냉천리에 있는, 선조 15년(1582)에 한강 정구(1543∼1620) 선생이 학문을 가르치기 위해 지은 정자이다. 1997년 12월 31일 경상남도의 문화재자료 제248호로 지정되었다.

## 개요
부용정은 선조 15년(1582)에 한강 정구(1543∼1620) 선생이 학문을 가르치기 위해 지은 정자로, 후에 부용당 성안의(1561∼1629) 선생에게 넘겨 주었다.
정구 선생은 성안의의 스승으로 일찍이 오건에게 『주역』 등을 배웠고, 이어서 이황과 조식에게서 성리학의 의미를 터득했다. 학식과 덕망이 뛰어난 그는 관직에 연연하지 않고, 학문에 전념하면서 후배양성에 힘을 써 성리학을 전파하는데 크게 이바지하였다.
원래 정자는 영조 3년(1727)에 불타 없어져서 정조 4년(1780)년에 다시 지었으나, 한국전쟁으로 또 다시 없어졌다. 지금 있는 건물은 1955년에 원래 모습대로 다시 지은 것이다.

## 참고 문헌
- 창녕 부용정 - 국가유산청 국가유산포털